# Mare de Déu del Pilar de Capellades
La Mare de Déu del Pilar de Capellades és una església de Capellades (Anoia) protegida com a bé cultural d'interès local.

## Descripció
Es tracta d'una capella situada entre mitgeres i annexada a l'edifici de Cal Serra. És una construcció de planta rectangular i s'emmarca dins l'estil neoclàssic. La façana és molt plana i simètrica a partir de l'establiment de les obertures en l'eix central. Destaca, sobretot, la portalada, emmarcada amb pilastres i un entaulament molt desenvolupat. Sobre la llinda hi ha una placa de marbre blanc amb la inscripció "HANC SACRATAM AEDEM DEI PARAE VIRGINI DE COLUMNA [DE]DICATAM SUIS EXTRUIT SUMPTIBUS IN GRATI ANIMI MONUMENTUM JOANNES SERRA ET MATHEU.ANNO DOMINI MDCCCI", fent constar que la capella havia estat erigida a la memòria de Jaume Serra i Mateu. A sobre d'aquesta, una petita fornícula oberta que acull una imatge de la Mare de Déu del Pilar. Corona la façana un entaulament recolzat en les pilastres de les mitgeres. Per sobre l'entaulament hi ha un frontó amb una petita obertura d'arc de mig punt que acull una petita campana.
Pel que fa al interior, el sostre està cobert amb una volta de creueria. L'altar està presidit per la imatge de la Mare de Déu del Pilar. Les parets laterals presenten pilastres estriades que emmarquen plafons amb imatges de sants en relleu, Sant Jaume i Sant Joan (a l'esquerra) i Sant Antoni de Pàdua i Santa Victòria (a la dreta). A ambdues parets, s'hi obren dues portes que condueixen al cor i a una petita sagristia, respectivament.

## Història
El dia 28 de juliol del 1800, Joan Serra, fabricant de paper, atès que l'església parroquial s'havia quedat petita i amb la voluntat d'enterrament familiar, demana permís al Bisbat per a erigir una capella posada sota l'advocació de la Verge del Pilar, en la seva casa del carrer Llusià (antic carrer del Pilar). Finalment, el 12 d'octubre de 1801 l'església fou beneïda, juntament amb el retaule.